# Saint-Firmin-des-Prés
Saint-Firmin-des-Prés is een gemeente in het Franse departement Loir-et-Cher (regio Centre-Val de Loire) en telt 777 inwoners (1999). De plaats maakt deel uit van het arrondissement Vendôme.

## Geografie
De oppervlakte van Saint-Firmin-des-Prés bedraagt 13,8 km², de bevolkingsdichtheid is 56,3 inwoners per km².
De onderstaande kaart toont de ligging van Saint-Firmin-des-Prés met de belangrijkste infrastructuur en aangrenzende gemeenten.

## Demografie
Onderstaande figuur toont het verloop van het inwonertal (bron: INSEE-tellingen).